# Лоял (Вісконсин)
Лоял (англ. Loyal) — місто (англ. city) в США, в окрузі Кларк штату Вісконсин. Населення — 1203 особи (2020).

## Географія
Лоял розташований за координатами 44°44′12″ пн. ш. 90°29′45″ зх. д. / 44.73667° пн. ш. 90.49583° зх. д. (44.736597, -90.495776).  За даними Бюро перепису населення США в 2010 році місто мало площу 3,60 км², уся площа — суходіл.

## Демографія
Згідно з переписом 2010 року, у місті мешкала 1261 особа в 538 домогосподарствах у складі 344 родин. Густота населення становила 350 осіб/км².  Було 603 помешкання (167/км²).
Расовий склад населення:
| - 98,3 % — білих - 0,5 % — корінних американців - 0,2 % — чорних або афроамериканців - 0,2 % — азіатів |

До двох чи більше рас належало 0,2 %. Частка іспаномовних становила 1,0 % від усіх жителів.
За віковим діапазоном населення розподілялося таким чином: 24,8 % — особи молодші 18 років, 52,4 % — особи у віці 18—64 років, 22,8 % — особи у віці 65 років та старші. Медіана віку мешканця становила 41,0 року. На 100 осіб жіночої статі у місті припадало 96,4 чоловіків;  на 100 жінок у віці від 18 років та старших — 91,9 чоловіків також старших 18 років.
Середній дохід на одне домашнє господарство  становив 45 414 долари США (медіана — 34 948), а середній дохід на одну сім'ю — 51 036 доларів (медіана — 46 118). Медіана доходів становила 40 850 доларів для чоловіків та 28 125 доларів для жінок. За межею бідності перебувало 17,0 % осіб, у тому числі 27,1 % дітей у віці до 18 років та 9,1 % осіб у віці 65 років та старших.
Цивільне працевлаштоване населення становило 527 осіб. Основні галузі зайнятості: виробництво — 26,2 %, освіта, охорона здоров'я та соціальна допомога — 21,3 %, роздрібна торгівля — 8,3 %, фінанси, страхування та нерухомість — 5,9 %.